# ایانار پورام
ایانار پورام (به لاتین: Aiyanaar puram) یک منطقهٔ مسکونی در سری‌لانکا است که در استان شمالی (سری‌لانکا) واقع شده‌است.